# 斬り抜ける
『斬り抜ける』（きりぬける）、第15話から『斬り抜ける・俊平ひとり旅』（きりぬける・しゅんぺいひとりたび）は朝日放送（ABC）と
松竹株式会社が制作、TBSテレビ系で放映された時代劇。1974年10月3日から1975年2月13日まで、毎週木曜21:00 - 21:55（JST）に放映した。全20話。

## 作品内容
作州津山松平藩藩士の楢井俊平は藩の命令により、友人であり同僚である森千之助（岩崎信忠）を殺害したが、その理由が俊平を愕然とさせた。藩主である松平丹波守が千之助に対し、「妻の菊を藩主の妾にせよ」という密命を千之助が拒絶したためである。
俊平は菊と一人息子の太一郎（岡本崇）を連れ出し、藩主の非道を幕府に訴えるために江戸へ旅立った。丹波守は俊平を不義者だとして、千之助の父 = 菊の義父の嘉兵衛と異母弟の伝八郎に俊平と菊の殺害を命じ、二人の手配書 “松平廻状”を松平姓を名乗る各藩に出した。

## キャスト
- 楢井俊平　…　近藤正臣
- 森菊　…　和泉雅子（第1 - 14話）[2]
- 森太一郎　…　岡本崇
- 森伝八郎　…　岸田森
- よろずやの弥吉　…　火野正平
- 道家鋭三郎　…　志垣太郎（第1 - 7、9 - 12話）
- おしん　…　田坂都（第1 - 3、5 - 7、9 - 12話）
- 松平丹波守　…　菅貫太郎（第1、15、20話）
- 森嘉兵衛　…　佐藤慶（第1 - 16話）[3]
- ナレーション

語り　…　江守徹
作　…　池田雅延

## 主題歌
- 「この愛に生きて」
  - 作詞：悠木圭子　作曲：鈴木淳　編曲：京建輔　歌：ザ・ブレッスン・フォー　
  - 発売：RCAレコード（現・Ariola Japan）

## スタッフ
- プロデューサー：山内久司、杉本宏（朝日放送）・佐相惣一郎（松竹）
- 脚本：放映リスト参照
- 音楽：鈴木淳
- 殺陣：楠本栄一、美山晋八
- 監督：放映リスト参照
- 制作協力：京都映画株式会社（現・株式会社松竹京都撮影所）
- 制作：朝日放送、松竹株式会社

## 放映リスト
放映年月日は朝日放送での放映。
| 話数 | サブタイトル       | 放映年月日     | 脚本                | 監督     | ゲスト |
| ---- | ------------------ | -------------- | ------------------- | -------- | --- |
| 1    | 不義者俊平         | 1974年 10月3日 | 大工原正泰          | 佐伯孚治 | お相撲徳：大前均、為五郎：丹古母鬼馬二、家老：西山辰夫 井本兵庫：不破潤、目付：入江慎也、寺内源之進：浜伸二 留吉：滝譲二、文造：北野拓也、赤岩の子分A：暁新太郎、 赤岩の子分B：美樹博 西丸主馬：吉田聖一、古着屋：乃木年雄、 飛脚：重久剛、番頭：伊波一夫 女郎：三浦徳子、茶店の老婆：小林加奈枝、小女：畑村佳代子 |
| 2    | 松平はずし         | 10月10日       | 横光晃              | 佐伯孚治 | おたみ：高森和子、儀十：長谷川弘 深編笠の浪人：千葉敏郎、下足番：千葉保 覆面の武士：堀北幸夫、宿の番頭：笹吾朗、女郎：内田真江 旅人A：藤川準、旅人B：橋本尚友、初老の旅人：真木祥次郎 駕籠店の者：美鷹健児、駕籠かき：三木昭八郎、用人：山内八郎 子分：丸尾好弘、東悦次、扇田喜久一、橋本和博                      |
| 3    | お札くずれ         | 10月17日       | 大工原正泰          | 太田昭和 | 伊助：小島三児、本間十蔵：根岸一臣 荒谷庄兵衛：阿藤海、川野作次郎：岩尾正隆 刀屋主人：沖時男、おちよ：飯塚明美 喜八：松尾勝人、清吉：伊波一夫 おみね：香月京子、おこと：朝比奈潔子、おもん：和田かつら |
| 4    | 女が峠を越えるとき | 10月24日       | 横光晃              | 太田昭和 | たか：横山リエ みき：倉野章子、ゆう：笠原玲子 ちせ：宮前ゆかり、女中：小柳圭子 女衒：森章二、野盗首領：堀北幸夫、関所役人：花岡秀樹 ふさ：三笠敬子、駕籠かき：広田和彦、美鷹健児 女郎：渥美智里、常磐茂子、入江須恵子、服部明美 行商人：柳沢真一                                                                   |
| 5    | 女が命を燃やすとき | 10月31日       | 松田司              | 松野宏軌 | 甚吉：江幡高志 お紺：三島ゆり子、田中勘三：木村元 細兵衛子分：加茂雅幹、東悦次、広田和彦 番頭：北見唯一、女中：柴田和子 斬られる女：井上明子、介添役：横堀秀勝 からくり細兵衛：金田龍之介 |
| 6    | 女が道を変えるとき | 11月7日        | 横光晃              | 松野宏軌 | 永井啓之進：富川澈夫 浪人：暁新太郎、馬場勝義、渡辺憲悟、大井進 警護兵：丸尾好弘、横堀秀勝、伊波一夫、広田和彦 藩士：原田逸夫、橋本和博、小泉一郎、美鷹健児 田島玄斎：小笠原良知、高野重兵衛：藤川準 梢：弓恵子 |
| 7    | 男は待っていた     | 11月14日       | 國弘威雄            | 大熊邦也 | みね：千原しのぶ、大橋半蔵：五味龍太郎 吉岡つや：川口敦子、三沢市之助：柴田侊彦 松岡主計頭：阿木吾郎、町人：赤井タンク、泉裕介 側用人田岡：松岡与志雄、 役人：馬場勝義、渡辺憲吾、大井進、橋本和博 吉岡敬一郎：早川保                                                                                              |
| 8    | 女が愛にゆれるとき | 11月21日       | 横光晃              | 工藤栄一 | 船頭：牧冬吉 源七：田中弘史、棺桶屋：伝法三千雄 番頭：沖時男、番人：松尾勝人、番人：伊波一夫 山男：横堀秀勝、鈴木義章、小泉一郎、日下弥一 たき：加茂さくら |
| 9    | 男は耐えていた     | 11月28日       | 大工原正泰          | 工藤栄一 | 玄庵：上田忠好 茂兵衛：池田忠夫、おみよ：近江輝子、 与助：吉田良全、捨吉：下元年世、村人：家野繁次、広岡善四郎 勘三：伊吹新吾、留十：多賀勝、春吉：松田明 半次:島米八、岩次郎：大橋壮多 新八：谷村昌彦 |
| 10   | 女が炎になるとき   | 12月5日        | 横光晃              | 田中徳三 | けい：賀川雪絵、とせ：桜井浩子、 武士：出水憲司、花岡秀樹、宮川珠季、 りく：丘夏子、さき：内田真江 |
| 11   | 女が闘うとき       | 12月12日       | 大工原正泰          | 田中徳三 | 作左衛門：富田浩太郎 小寺甚内：中井啓輔、おかつ：九重ひろ子 おその：福田真知子、おもん：中塚和代、おたみ：和田かつら 村人：古川ロック、千代田進一、乃木年雄 武士：田中直行、加茂雅幹、美樹博 作太郎：星田知則、村人：扇田喜久一、役人：広田和彦 はな：入江若葉                                                     |
| 12   | 男は賭けた         | 12月19日       | 安倍徹郎 大工原正泰 | 西村大介 | 横川庄十郎：入川保則、水田内膳：垂水悟郎、 鬼塚鉄之助：丹古母鬼馬二、お弓：絵沢萠子、黒木：不破潤 |
| 13   | あなたが欲しい     | 12月26日       | 早坂暁              | 松野宏軌 | 勝呂勘右エ門：稲葉義男、城戸多聞：加藤和夫、姉小路：楠田薫 源左衛門：森秀人、羽倉：北原将光、堀田：下元年世 老中：永田光男、溝田繁、武周暢 水野越前守:鈴木瑞穂 |
| 14   | 愛と死と…          | 1975年 1月2日  | 佐々木守            | 松野宏軌 | 庄屋：奥村公延、鉄：遠藤征慈 城戸多聞：加藤和夫、老中阿部：武周暢 |
| 15   | 城中乱入           | 1月9日         | 大工原正泰          | 田中徳三 | 祭文の辰造：須賀不二男、桂木筑後：永野達雄 多十：志賀勝、丑松：吉田良全、 田丸：花岡秀樹、岩間：美鷹健児 中本：坂口徹、赤崎：梶本潔、五井：伊吹新吾 |
| 16   | 城代暗殺           | 1月16日        | 横光晃              | 大熊邦也 | 大久保高安：外山高士、たね：末広真樹子、 平塚精四郎：田畑猛雄 田坂：唐沢民賢、伊神鉄心：波田久夫 辰野平吾：藤田まこと |
| 17   | 綾姫御殿           | 1月23日        | 横光晃              | 倉田準二 | 綾姫：国景子、黒木玄蕃：伊達三郎 くに：小山明子 |
| 18   | 死地突入           | 1月30日        | 大工原正泰          | 家喜俊彦 | おみの:水原英子、矢来の竹熊：成瀬昌彦 銀次：沖田駿一、佐平：阿藤海、伊三：大竹修造 竜：中村敦夫 |
| 19   | 黄金振舞           | 2月6日         | 横光晃              | 太田昭和 | 亀吉：嵐堪忍、木村：藤尾純 せん：中村玉緒 |
| 20   | 作州炎上           | 2月13日        | 大工原正泰          | 大熊邦也 | 桂木筑後：佐々木孝丸、若林主膳：棟方巴里爾、 幸の方：伊佐山ひろ子 紫野：ジュディ・オング |

## ソフト化情報
- 2004年7月よりキングレコードからDVDソフトが発売された（全6枚、DVD-BOXはなし）。

## 再放送
本放送終了後には系列内外・地上波・衛星派を問わず多数の放送局で再放送された。
朝日放送に著作権が残っていた1975年の腸捻転解消直後には、広島ホームテレビ（UHT、現：HOME。広島県）などNETテレビ（現：テレビ朝日）系列局で行われた事例もあった。

## 備考
他の時代劇作品と一線を画す試みとして、刀の扱いが挙げられる。相手を切った刀は血脂や刃こぼれのために切れ味が悪くなり、連続して切れるのは二人まで、というものであった。刀が折れて何本もの刀を取り替えたり、相手から奪ったりして使う。もしくは他の武器を使う、といった描写が見られた。リアリティを追求するために取られたアイデアだったが、第6話 以降はこの設定は無くなり、他の作品と同様の描写となった。

## 註
1. ↑  現在の岡山県北部
2. ↑  菊の名前は和泉の降板後も最終回まで、クレジットされている。第15話以降はバンクフィルムのみの登場。
3. ↑  第16話は声のみの出演。
4. ↑  この回で「斬り抜ける・俊平ひとり旅」に改題。
5. ↑  本放送時点ではTBS系列のため、広島県では中国放送（RCC）で放送された。

## 前後番組
| TBS系 木曜21時台（ここまでABCの制作枠） | TBS系 木曜21時台（ここまでABCの制作枠） | TBS系 木曜21時台（ここまでABCの制作枠） |
| 前番組                                  | 番組名                                  | 次番組                                  |
| --------------------------------------- | --------------------------------------- | --------------------------------------- |
| おしどり右京捕物車                      | 斬り抜ける 斬り抜ける・俊平ひとり旅     | 火をみた女 （ここからTBSの制作枠）      |